# Jalen Harris
Jalen Harris (ur. 14 sierpnia 1998 w Dallas) – amerykański koszykarz, występujący na pozycji rzucającego obrońcy.

## Osiągnięcia
Stan na 26 lipca 2021, na podstawie, o ile nie zaznaczono inaczej.
NCAA
- Najlepszy nowo przybyły zawodnik konferencji Mountain West (2020)
- MVP turnieju Paradise Jam (2020)
- Zaliczony do:
  - I składu:
    - Mountain West (2020)
    - najlepszych pierwszorocznych zawodników konferencji USA (2017)
    - turnieju Paradise Jam (2020)
- Lider konferencji Mountain West w:
  - średniej punktów (2020 – 21,7)
  - liczbie:
    - punktów (2020 – 650)
    - celnych (224) i oddanych (502) rzutów z gry (2020)
- Zawodnik kolejki:
  - NCAA (9.02.2020 według USBWA)
  - Mountain West (9.12.2019, 27.01.2020, 10.02.2020)
- Najlepszy pierwszoroczny zawodnik kolejki C-USA (26.12.2016, 6.03.2017)

Indywidualne
- Lider G-League w skuteczności rzutów za 3 punkty (2021)[5]